# Слаг ом Норг
Слаг ом Норг (нидерл. Slag om Norg) — шоссейная однодневная велогонка, с 2012 года проводящаяся в нидерландской провинции Дренте. Сначала входила в национальный календарь, в 2016 году получила от UCI категорию 1.2, а в 2017 году — 1.1. 

## Призёры
| Год  | Победитель         | Второй             | Третий          |         |
| ---- | ------------------ | ------------------ | --------------- | ------- |
| 2012 | Майк Тёниссен      | Эмиль Долфсма      | Теймен Эйсинг   |         |
| 2013 | Герт-Ян Босман     | Теймен Эйсинг      | Рамсес Беккенк  |         |
| 2014 | Ронан Ван Зандбек  | Кун Вермелтфорт    | Тван Брюсселман |         |
| 2015 | Йохим Арисен       | Герт-Ян Босман     | Кос Ерун Керс   |         |
| 2016 | Фабио Якобсен      | Тван Ван ден Бранд | Петер Шультинг  |         |
| 2017 | Джанни Вермерш     | Йеспер Асселман    | Деннис Баккер   |         |
| 2018 | Ян-Виллем Ван Схип | Робин Карпентер    | Рик Ван Бреда   |         |
| 2019 | Кун Вермелтфорт    | Том Стюарт         | Ивар Слик       |         |
| 2020 | отменён            | отменён            | отменён         | отменён |
| 2021 | отменён            | отменён            | отменён         | отменён |
| 2022 | отменён            | отменён            | отменён         | отменён |
| 2023 | отменён            | отменён            | отменён         | отменён |